# The Animals on Tour
The Animals on Tour — студийный альбом британской рок-группы The Animals, выпущенный в феврале 1965 года, на лейбле MGM Records. Релиз альбома состоялся только в США. Наиболее известными треками альбома являются «I'm Crying» и «Boom Boom», которые ранее были выпущены в виде отдельных синглов.
Альбом был выпущен как в моно, так и в стерео-версиях. Для стереоверсии все композиции были  смикшированы в моно, а затем в стерео. Это была обычная практика для американских релизов британских музыкантов.
Пластинка смогла занять 99 место в чарте Billboard 200.

## Список композиций
Сторона 1
1. «Boom Boom» (Джон Ли Хукер) — 2:57
2. «How You’ve Changed» (Чак Берри) — 3:10
3. «Mess Around» (Ахмет Эртегюн) — 2:18
4. «Bright Lights, Big City[англ.]» (Джимми Рид) — 2:52
5. «I Believe to My Soul[англ.]» (Рэй Чарльз) — 3:23
6. «Worried Life Blues[англ.]» (Биг Масео Мерривезер[англ.]) — 4:09

Сторона 2
1. «Let the Good Times Roll[англ.]» (Леонард Ли[англ.]) — 1:52
2. «I Ain’t Got You» (Келвин Картер[англ.]) — 2:27
3. «Hallelujah I Love Her So» (Рэй Чарльз) — 2:43
4. «I'm Crying[англ.]» (Алан Прайс, Эрик Бёрдон) — 2:30
5. «Dimples[англ.]» (Джон Ли Хукер, Джеймс Бракен[англ.]) — 3:15
6. «She Said Yeah[англ.]» (Родди Джексон[англ.], Сонни Кристи) — 2:19

## Участники записи
- Эрик Бёрдон — вокал
- Алан Прайс — клавишные
- Хилтон Валентайн — гитара
- Час Чандлер — бас-гитара
- Джон Стил — ударные